# Feedback from
『feedback from』（フェードバック フロム）は、ロックバンド・凛として時雨のギター・ボーカルであるTKがTK from 凛として時雨名義として、2022年4月20日にソニー・ミュージックアソシエイテッドレコーズから発売されたBlu-ray Discのライブ映像作品。および2022年4月5日にTK from 凛として時雨がTOKYO DOME CITY HALLで開催したワンマンライブ。

## 映像作品
「TK from 凛として時雨」として初となるライヴ映像商品。2021年に行われた『TK from 凛として時雨 TOUR 2021 "yesworld"』の東京・中野サンプラザ公演と『TK from 凛として時雨 egomaniac feedback tour 2021』の東京国際フォーラムホールA公演の2本を収録している。さらにバックステージを収録したドキュメンタリーとライブフォトのスライドショーも収録された。
2022年2月24日より予約が開始。オフィシャルファンクラブ「kalappo Lab.」ではメンバー限定購入特典として、2021年末に東京キネマ倶楽部で行われた『TK (凛として時雨) "0 Lab."』のライヴ映像を視聴できるシリアルナンバー付きポストカードの特典も決定、オフィシャルサイトでは演奏された楽曲からどの楽曲が観たいかの応募が受付された。
| 形態           | 規格    | 規格品番 |
| -------------- | ------- | -------- |
| 完全生産限定盤 | Blu-ray | AIXL-159 |

### 収録曲
| 全作詞・作曲: TK from 凛として時雨。 |                          |                      |                      |
| #                                    | タイトル                 | 作詞                 | 作曲・編曲           |
| 1.                                   | 「Opening」              | TK from 凛として時雨 | TK from 凛として時雨 |
| 2.                                   | 「unravel」              | TK from 凛として時雨 | TK from 凛として時雨 |
| 3.                                   | 「鶴の仕返し」           | TK from 凛として時雨 | TK from 凛として時雨 |
| 4.                                   | 「kalei de scope」       | TK from 凛として時雨 | TK from 凛として時雨 |
| 5.                                   | 「Crazy Tampern」        | TK from 凛として時雨 | TK from 凛として時雨 |
| 6.                                   | 「Dramatic Slow Motion」 | TK from 凛として時雨 | TK from 凛として時雨 |
| 7.                                   | 「subliminal」           | TK from 凛として時雨 | TK from 凛として時雨 |
| 8.                                   | 「インフィクション」     | TK from 凛として時雨 | TK from 凛として時雨 |
| 9.                                   | 「彩脳 -TK Side-」       | TK from 凛として時雨 | TK from 凛として時雨 |
| 10.                                  | 「凡脳」                 | TK from 凛として時雨 | TK from 凛として時雨 |
| 11.                                  | 「copy light」           | TK from 凛として時雨 | TK from 凛として時雨 |
| 12.                                  | 「phase to phrase」      | TK from 凛として時雨 | TK from 凛として時雨 |
| 13.                                  | 「蝶の飛ぶ水槽」         | TK from 凛として時雨 | TK from 凛として時雨 |
| 14.                                  | 「Shandy」               | TK from 凛として時雨 | TK from 凛として時雨 |
| 15.                                  | 「Fantastic Magic」      | TK from 凛として時雨 | TK from 凛として時雨 |
| 16.                                  | 「yesworld」             | TK from 凛として時雨 | TK from 凛として時雨 |
| 17.                                  | 「P.S. RED I」           | TK from 凛として時雨 | TK from 凛として時雨 |

| 全作詞・作曲: TK from 凛として時雨。 |                                   |                      |                      |
| #                                    | タイトル                          | 作詞                 | 作曲・編曲           |
| 1.                                   | 「Opening」                       | TK from 凛として時雨 | TK from 凛として時雨 |
| 2.                                   | 「katharsis」                     | TK from 凛として時雨 | TK from 凛として時雨 |
| 3.                                   | 「Abnormal trick」                | TK from 凛として時雨 | TK from 凛として時雨 |
| 4.                                   | 「flower」                        | TK from 凛として時雨 | TK from 凛として時雨 |
| 5.                                   | 「haze」                          | TK from 凛として時雨 | TK from 凛として時雨 |
| 6.                                   | 「Secret Sensation」              | TK from 凛として時雨 | TK from 凛として時雨 |
| 7.                                   | 「Signal」                        | TK from 凛として時雨 | TK from 凛として時雨 |
| 8.                                   | 「Fu re te Fu re ru」             | TK from 凛として時雨 | TK from 凛として時雨 |
| 9.                                   | 「memento」                       | TK from 凛として時雨 | TK from 凛として時雨 |
| 10.                                  | 「罪の宝石」                      | TK from 凛として時雨 | TK from 凛として時雨 |
| 11.                                  | 「unravel」                       | TK from 凛として時雨 | TK from 凛として時雨 |
| 12.                                  | 「Fantastic Magic」               | TK from 凛として時雨 | TK from 凛として時雨 |
| 13.                                  | 「Shandy」                        | TK from 凛として時雨 | TK from 凛として時雨 |
| 14.                                  | 「will-ill」                      | TK from 凛として時雨 | TK from 凛として時雨 |
| 15.                                  | 「Super bloom (with 阿部芙蓉美)」 | TK from 凛として時雨 | TK from 凛として時雨 |
| 16.                                  | 「P.S. RED I」                    | TK from 凛として時雨 | TK from 凛として時雨 |
| 17.                                  | 「film A moment」                 | TK from 凛として時雨 | TK from 凛として時雨 |
| 18.                                  | 「Documentary of feedback」       | TK from 凛として時雨 | TK from 凛として時雨 |

## ワンマンライブ
2021年4月5日、TK from 凛として時雨がワンマンライブ『feedback from』をTOKYO DOME CITY HALLで開催した。サポートメンバーは、ベースは吉田一郎不可触世界、ヴァイオリンとシンセサイザーは須原杏、ピアノは和久井沙良、ドラムはBOBOが担当。
ウェブサイトのSPICEは公演のオフィシャルレポートを公開しており、「話題に事欠かない中で行われたこの日のライブは一連のタームを締め括るものであり、「Scratch」の歌詞のように、観るものに深い傷跡を残すようなライブとなった」と記している。